# Antonio Maria del Fiore
Antonio Maria del fiore (escrito como Fior, Fióre, Flòrido o Floridus) (siglo XV - siglo XVI) fue un matemático italiano del colegio e instituto de Bolonia, involucrado en la serie de disputas relacionadas con la autoría de la resolución de la ecuación de tercer grado.

## Semblanza
Del Fiore fue alumno de Scipione Dal Ferro, de quien aprendió de la fórmula para resolver la ecuación cúbica particular {\displaystyle x^{3}+px=q}, y comenzó a jactarse de ser el único capaz de solucionar estas ecuaciones.
Niccolò Tartaglia, unos años más tarde, navegó independientemente el método de Dal Ferro para resolver estas ecuaciones y el propio Dal Fiore lo retó a un "desafío público matemático". Tartaglia superó a Dal Fiore, resolviendo en poco tiempo los problemas que el matemático le planteó, mientras que Dal Fiore no pudo resolver un solo problema entre los que le asignó Tartaglia. 
Posteriormente, Del Fiore se vengó al revelarle a Gerolamo Cardano que la fórmula para resolver ecuaciones cúbicas había sido descubierta por Scipione Dal Ferro y no por Tartaglia, liberando a Cardano de la promesa que había hecho a Tartaglia de no revelar la fórmula. 
Con la ayuda de Del Fiore y de Ludovico Ferrari, Cardano expandió y generalizó la fórmula, causando la reacción indignada de Tartaglia. 
Ferrari retó a Tartaglia en un desafío público en Milán: favorecido por los jueces y por el tartamudeo de  Tartaglia (la prueba fue oral), Ferrari ganó el desafío y los derechos de la fórmula. 
Tartaglia se retiró y murió en 1557, pero el propio Del Fiore, a pesar de la contribución hecha a Cardano, fue olvidado durante mucho tiempo.